# Nicola Marconi
Nicola Marconi (Roma, Itàlia 1978) és un saltador italià, ja retirat.